# 크리스 순피트
크리스 순피트(영어: Chris Soentpiet, 1970년 1월 3일 ~ )은 한국계 미국인 삽화가 겸 동화 작가다. 대한민국 서울에서 태어났으며 한국어 이름은 한근섭(Han Kun Seop)이다. 8세 때 미국으로 입양되어 하와이에서 자랐다. 뉴욕의 프랫 인스티튜트에서 수학하고, 뉴욕 타임스, USA 투데이, 뉴스위크 등지에 일러스트레이션 작품을 기고했다. 대한민국에는 《피난 열차》(Peacebound Trains)가 한국어로 번역되었다.